# Marie Huber
Pour les articles homonymes, voir Huber.
Marie Huber, née en 1695 à Genève et morte en 1753 à Lyon, est une écrivaine genevoise et autrice d'ouvrages de théologie. Rousseau l'a lue, et certaines thèses de La Profession de foi du vicaire savoyard (Émile, livre IV) rappellent les siennes.

## Biographie
Elle est la fille du banquier Jean-Jacques Huber et de Anne Catherine Calandrini. Elle a quinze frères et sœurs, parmi lesquels l'abbé Huber (1699- ?), Jean-Jacques de son prénom, dont Quentin de La Tour fit deux portraits.
Elle est la nièce du géomètre et astronome Nicolas Fatio de Duillier, et la grand-tante du naturaliste François Huber (1750-1831).

## Œuvres
- Écrit sur le jeu et les plaisirs (écrit disparu, résumé dans Gustave Metzger, Marie Huber), 1722
- Le Monde fou préféré au monde sage, en vingt-quatre promenades de trois amis, Criton philosophe, Philon avocat, Eraste négociant, Amsterdam/Genève, J. Wetsteins et W. Smith/Fabri et Barrillot, 1731
- Sentimens differens de quelques théologiens sur l'état des âmes séparées des corps en quatorze lettres, sl, sn, 1731
- Le Monde fou préféré au monde sage, en vingt-quatre promenades de trois amis, Criton philosophe, Philon avocat, Eraste négociant, nouvelle édition, augmentée de deux lettres, Amsterdam/Genève, Wetsteins et Smith/Fabri et Barrillot, 1733
- Le Sisteme des anciens et des modernes, concilié par l'exposition des sentimens differens de quelques théologiens sur l'état des âmes séparées des corps. En quatorze lettres, nouvelle édition, augmentée par des notes & quelques pièces nouvelles, Amsterdam/Genève, Wetsteins et Smith/Fabri et Barrillot, 1733
- Le Sisteme des anciens et des modernes, concilié par l'exposition des sentimens differens de quelques théologiens sur l'état des âmes séparées des corps. En quatorze lettres et Suite de ce livre servant de réponse à l'examen de l'origénisme, Amsterdam, sn, 1733
- « Lettres sur les promenades », « Premiere [-deuxieme] lettre sur l'indifférence des religions », « Premiere [-deuxieme] lettre sur les plaisirs », in Le Monde fou préféré au monde sage en vingt-six promenades de trois amis, Criton philosophe, Philon avocat, Eraste negociant, nouvelle édition, corrigée & augmentée de quelques lettres, Londres, sn, t.2, 1734
- Lettres sur la religion essentielle à l'homme, distinguée de ce qui n'en est que l'accessoire, Amsterdam, J. Wetsteins et W. Smith, 1738
- Le sisteme des théologiens anciens et modernes, concilié par l'exposition des differens sentimens sur l'état des âmes séparées des corps. En quatorze lettres. Troisième édition augmentée de diverses pièces nouvelles par l'auteur même, Londres, sn, 1739
- Lettres sur la religion essentielle à l'homme, distinguée de ce qui n'en est que l'accessoire, Londres/Lausanne, sn, 1739
- Le Monde fou préféré au monde sage, en vingt-six promenades de trois amis, Criton philosophe. Philon avocat. Eraste négociant, nouvelle édition corrigée et augmentée de quelques lettres, Londres/Genève, sn/Barrillot et fils, 1744
- Recueil de diverses pièces servant de supplément aux lettres sur la religion essentielle à l'homme, Berlin, E. de Bourdeaux, 1754
- Lettres sur la religion essentielle à l'homme, distinguée de ce qui n'en est que l'accessoire, Londres, sn, 1756
- Le Sisteme des anciens et des modernes... (Suite..., servant de réponse au livre intitulé, Examen de l'Origenisme par... R. Sur le poinct d'honneur mal entendu des écrivains en deux lettres), nouvelle édition augmentée, Londres, sn, 1757

Traductions
- Joseph Addison, Réduction du Spectateur anglais à ce qu'il renferme de meilleur, de plus utile et de plus agréable. Avec nombre d'insertions dans le texte, des additions considérables et quantité de notes. Par l'auteur des XIV lettres, Amsterdam,Z. Châtelain, 1753